# Palača Potala
Palača Potala (tibetski: Po ta la, kineski: 布達拉宮) je kompleks spojenih građevina u Lhasi (Tibet) koji su činili zimsku rezidenciju Dalaj Lama još od 7., a palaču od polovice 17. stoljeća, sve do kineske invazije 1959. godine kada je Tenzin Gyatso, XIV. Dalaj Lama, prebjegao u Dharamsalu u Indiji.
Palača Potala je nazvana po planini Potala s koje potječe Avalokitešvara ("Gospodin koji gleda odozgora"), bodisatva koji utjelovljuje samilost svih Buda Mahajana budizma.
Palača simbolizira tibetanski budizam i središnje je mjesto tradicionalne tibetske administracije. Kompleks se sastoji od Bijele i Crvene palače s pripadajućim zgradama, izgrađeni na Crvenoj planini u središtu Lhasa doline, na visini od 3.700 m. Zbog toga je Palače Potala, zajedno s drugim povijesnim spomenicima Lhase (samostan Jokhang i palača Norbulingka) upisana na UNESCO-ov popis mjesta svjetske baštine u Aziji 1994. godine kao „lijepa i originalna arhitektura, velikog povijesnog i vjerskog značaja, čiji su bogati ukrasi skladno uklopljeni u zapanjujuć krajolik”.

## Povijest
Prema povijesnim zapisima, izgradnja palače Potala započela je u vrijeme Songtsen Gampoa iz dinastije Thubet ili Tubo, u 7. stoljeću. Songtsen Gampo (vladao od oko 609. – 649.) odigrao je vrlo važnu ulogu u političkom, gospodarskom i kulturnom razvoju Tibeta, a također je i ohrabrio bliske veze sa središnjom Kinom. Ujedinio je Tibet i, zbog političkih i vojnih razloga, preselio glavni grad iz Lalonga u Lhasu, gdje je sagradio palaču na Crvenoj planini u središtu grada. Oženio je kraljevnu Tritsun (Bhrikuti) iz nepalske kraljevske kuće i princezu Wencheng iz kineske dinastije Tang. Prvi opis palače je "ogroman kompleks zgrada s tri obrambena zida i 999 soba, plus jedna na samom vrhu Crvene planine".
Nakon pada dinastije Tubo u 9. stoljeću, tibetansko društvo je ušlo u dugo razdoblje previranja, tijekom kojeg je palača na crvenoj planini bila zapuštena. Međutim, u isto vrfijeme je počela da postaje vjersko središte. Tijekom 12. stoljeća, Khyungpo Drakse iz sekte Kadampa, je propovijedao tu, a kasnije je za istu svrhu koristio i Tshurpu Karmapa iz Tsongkapa, osnivač Gelukpa sekte, i njegovi učenici.
Gelukpa sekta se razvila naglo u Tibetu tijekom 15. stoljeća, i postala je dominantna. Uz pomoć Gushri Khana, vođe Mongola plemena Khoshotd, 5. Dalaj Lama porazio je dinastiju Karmapa sredinom 17. stoljeća, i osnovao je dinastiju Ganden Phodrang. Prvo središte njegove vlade bio je samostan Drepung, no, kako je Palača crvene planine bila rezidencija Songtsena Gampoa, i u blizini tri glavna hramova (Drepung, Sera i Ganden), odlučeno je da se obnovi kako bi se spojilo zajedničko političko i vjersko središte. Obnova je započela 1645. godine, a tri godine kasnije kompleks zgrada, s Bijelom palačom (Phodrang Karpo) kao njegovim središtem, završena. Peti Dalaj Lama je preselio tamo i Drepung samostan, i sve od tada Palače Potala je bila rezidencija i sjedište vlade sljedećih Dalaj Lama.
Izgradnju Crvene palače je započeo Sangye Gyatsho, glavni izvršni službenik 5. Dalaj Lame, osam godina nakon njegove smrti, kao spomen na njega i mjesto njegove grobne stupe. Dovršena je četiri godine kasnije (1694.) te je druga po veličini nakon Bijele palače. Palača Potala je postala veliki kompleks dvorana, Budinih hramova i stupa. Pogrebne stupe (chortens) su dodani u spomen na 7., 8., 9., i 13. Dalaj Lamu, svako unutar svoje dvorane. Najnovija je ona 13. Dalaj Lame, zgrada koja je građena od 1934. – 1936. godine.
Posebno treba spomenuti činjenicu da Špilja meditacije kralja Dharme smještena na vrhu brda gdje je Songtsen Gampo izgradio i kapelu Lokeshvara, oba spomenika koja su prethodila izgradnji sadašnje palače.

## Odlike
Palača Potala ima površinu od preko 130.000 m² i visoka je više od 110 m. Bijeloj palači se dolazi vijugavom cestom koja vodi do otvorenog trga ispred palače. Središnji dio je istočno od glavne dvorane, gdje se odvijaju sve glavne ceremonije. Prijestolje Dalaj Lame je na sjevernoj strani dvorane, a zidove su prekriveni slikama s prikazom vjerskih i povijesnih tema. Na vrhu Bijele palače je osobni apartman Dalaj Lame.
Crvena palača se nalazi zapadno od Bijele palače i njezina uloga ve bila da udomi stupe s ostacima pokojnih Dalaj Lama. Ona također sadrži i brojne Budine i Sutrine dvorane. Na zapadu Crvene palače je Namgyel Dratshang, privatni samostan Dalaj Lame. Drugi važni dijelovi Potala kompleksa su trgovi na sjeveru i jugu i masivne zidine građene od nabijene zemlje i kamena, s probijenim vratima na istoku, jugu i zapadu.

## Vanjske poveznice
- - Potala  Arhivirana inačica izvorne stranice od 18. svibnja 2008. (Wayback Machine) (Tibetan and Himalayan Digital Library) (engl.)
- Three dimensional rendering of Potala Palace  Arhivirana inačica izvorne stranice od 16. kolovoza 2011. (Wayback Machine) (without plugin; in English, Spanish, German)